# Darlan Romani
Darlan Romani (ur. 9 kwietnia 1991 w Concórdii) – brazylijski lekkoatleta, kulomiot.

## Osiągnięcia
| Rok  | Impreza                                            | Miejsce             | Konkurencja           | Lokata            | Wynik |
| ---- | -------------------------------------------------- | ------------------- | --------------------- | ----------------- | ----- |
| 2008 | Mistrzostwa Ameryki Południowej juniorów młodszych | Lima                | pchnięcie kulą (5 kg) | 2. miejsce        | 17,06 |
| 2009 | Mistrzostwa Ameryki Południowej juniorów           | São Paulo           | pchnięcie kulą (6 kg) | 2. miejsce        | 16,99 |
| 2010 | Mistrzostwa świata juniorów                        | Moncton             | pchnięcie kulą (6 kg) | 7. miejsce        | 18,58 |
| 2012 | Mistrzostwa ibero-amerykańskie                     | Barquisimeto        | pchnięcie kulą        | 3. miejsce        | 18,93 |
| 2012 | Młodzieżowe mistrzostwa Ameryki Południowej        | São Paulo           | pchnięcie kulą        | 1. miejsce        | 19,93 |
| 2013 | Mistrzostwa Ameryki Południowej                    | Cartagena de Indias | pchnięcie kulą        | 2. miejsce        | 19,64 |
| 2014 | Igrzyska Ameryki Południowej                       | Santiago            | pchnięcie kulą        | 2. miejsce        | 19,96 |
| 2014 | Mistrzostwa ibero-amerykańskie                     | São Paulo           | pchnięcie kulą        | 2. miejsce        | 19,64 |
| 2015 | Mistrzostwa Ameryki Południowej                    | Lima                | pchnięcie kulą        | 2. miejsce        | 20,32 |
| 2015 | Igrzyska panamerykańskie                           | Toronto             | pchnięcie kulą        | 6. miejsce        | 19,74 |
| 2015 | Mistrzostwa świata                                 | Pekin               | pchnięcie kulą        | el. – 15. miejsce | 19,86 |
| 2015 | Światowe wojskowe igrzyska sportowe                | Mungyeong           | pchnięcie kulą        | 1. miejsce        | 20,08 |
| 2016 | Halowe mistrzostwa świata                          | Portland            | pchnięcie kulą        | 18. miejsce       | 18,50 |
| 2016 | Mistrzostwa ibero-amerykańskie                     | Rio de Janeiro      | pchnięcie kulą        | 1. miejsce        | 19,67 |
| 2016 | Igrzyska olimpijskie                               | Rio de Janeiro      | pchnięcie kulą        | 5. miejsce        | 21,02 |
| 2017 | Mistrzostwa Ameryki Południowej                    | Asunción            | pchnięcie kulą        | 1. miejsce        | 21,02 |
| 2017 | Mistrzostwa świata                                 | Londyn              | pchnięcie kulą        | el. – 15. miejsce | 20,21 |
| 2018 | Halowe mistrzostwa świata                          | Birmingham          | pchnięcie kulą        | 4. miejsce        | 21,37 |
| 2018 | Igrzyska Ameryki Południowej                       | Cochabamba          | pchnięcie kulą        | 1. miejsce        | 21,21 |
| 2018 | Mistrzostwa ibero-amerykańskie                     | Trujillo            | pchnięcie kulą        | 1. miejsce        | 20,74 |
| 2018 | Puchar interkontynentalny                          | Ostrawa             | pchnięcie kulą        | 1. miejsce        | 21,89 |
| 2019 | Mistrzostwa Ameryki Południowej                    | Lima                | pchnięcie kulą        | 1. miejsce        | 21,00 |
| 2019 | Igrzyska panamerykańskie                           | Lima                | pchnięcie kulą        | 1. miejsce        | 22,07 |
| 2019 | Mistrzostwa świata                                 | Doha                | pchnięcie kulą        | 4. miejsce        | 22,53 |
| 2019 | Światowe wojskowe igrzyska sportowe                | Wuhan               | pchnięcie kulą        | 1. miejsce        | 22,36 |
| 2021 | Igrzyska olimpijskie                               | Tokio               | pchnięcie kulą        | 4. miejsce        | 21,88 |
| 2022 | Halowe mistrzostwa Ameryki Południowej             | Cochabamba          | pchnięcie kulą        | 1. miejsce        | 21,71 |
| 2022 | Halowe mistrzostwa świata                          | Belgrad             | pchnięcie kulą        | 1. miejsce        | 22,53 |
| 2022 | Mistrzostwa ibero-amerykańskie                     | La Nucia            | pchnięcie kulą        | 1. miejsce        | 21,70 |
| 2022 | Mistrzostwa świata                                 | Eugene              | pchnięcie kulą        | 5. miejsce        | 21,92 |
| 2023 | Mistrzostwa świata                                 | Budapeszt           | pchnięcie kulą        | 8. miejsce        | 21,41 |
| 2023 | Igrzyska panamerykańskie                           | Santiago            | pchnięcie kulą        | 1. miejsce        | 21,36 |
| 2024 | Halowe mistrzostwa Ameryki Południowej             | Cochabamba          | pchnięcie kulą        | 1. miejsce        | 21,10 |
| 2024 | Halowe mistrzostwa świata                          | Glasgow             | pchnięcie kulą        | 7. miejsce        | 21,11 |
| 2024 | Mistrzostwa ibero-amerykańskie                     | Cuiabá              | pchnięcie kulą        | 2. miejsce        | 20,53 |

## Rekordy życiowe
- pchnięcie kulą (stadion) – 22,61 m (2019) rekord Ameryki Południowej
- pchnięcie kulą (hala) – 22,53 m (2022) rekord Ameryki Południowej, 4. wynik w historii światowej lekkoatletyki